# ライツ邸博物館
ライツ邸博物館(Reitz Home Museum ) は、アメリカ合衆国インディアナ州エヴァンズヴィルにあるヴィクトリア建築の博物館。インディアナ州唯一のヴィクトリア建築邸宅博物館として、1年を通してガイド・ツアーが行なわれている。
完璧な修復により、絹のダマスク織で覆われた壁、手描きの天井絵、精巧な漆喰のフリーズ、複雑に組み合わされた手作りの寄木の床など、見る者をその時代に引き戻させる。タイルおよびマーブルで施された暖炉、ステンドグラスの窓、フランス製の金色に輝くシャンデリアなども見ることができる。邸宅内のほとんどがその時代の家具で装飾されている。
フランス第二帝政期建築の良い見本とされ、『ヴィクトリアン・ホームズ』誌や『ヴィクトリアン・デコレイティング・アンド・ライフスタイル』誌に度々登場する。
2003年、ヴィクトリアン・ソサエティ・イン・アメリカからヴィクトリア様式邸宅の保存および修復に関して表彰された。

## 経緯
ジョン・オーガスタス・ライツは製材業で財産を築き、1871年、フランス第二帝政期建築の邸宅を建てた。生活の地位を反映させ、優雅な家具や凝った建築を施した。1890年代に彼が亡くなると、長男のフランシス・ジョセフ・ライツがこの邸宅を引き継ぎ、ヴィクトリア様式のインテリアで全て装飾し直した。
1931年にライツ邸の最後の子が亡くなると、邸宅はカトリック教会の女性組織に所属する娘のイザベラに遺された。1944年、エヴァンズヴィルの最初の司祭であるHenry J. Grimmelsman の家にとエヴァンズヴィル教区がこの邸宅を購入した。1974年、エヴァンズヴィル教区は修復および保存のために組織された非営利団体ライツ邸保存会にこの邸宅を寄付した。1973年、アメリカ合衆国国家歴史登録財に指定され、1年を通して一般公開のツアーが行なわれている。現在マット・ロウが博物館長を務めている。
博物館は毎日午前 11 時から午後 2 時 30 分まで開館しています。日曜日と月曜日を除く。